# Guardians of the Galaxy: The Telltale Series
Marvel’s Guardians of the Galaxy: The Telltale Series — компьютерная игра от разработчика и издателя Telltale Games. Жанр игры — Графическая приключенческая игра. Игра вышла на платформах Microsoft Windows, OS X, Android, iOS, PlayStation 4, Xbox One. Первый эпизод игры вышел 18 апреля 2017 года.

## Сюжет
Игра основана на комиксах Marvel Comics. Стражи Галактики узнают о существовании могущественного артефакта «Горн Бесконечности» сила которого велика настолько, что он способен повлиять на всю Вселенную. У каждого из команды есть свои причины для того, чтобы найти его. Поиски осложнятся тем, что за артефактом начинают охотиться злодеи. Сперва Танос, безумный титан, а потом Хела и её помощники которые как и она из древней расы (которая как оказалось не полностью вымершая). Теперь Стражи должны опередить их. События в игре будут происходить на планетах: Земля, Милана, Нигда и других.

## Актёры
- Скотт Портер — Звёздный Лорд
- Эмили О'Брайн[англ.] — Гамора
- Нолан Норт — Ракета
- Брэндон Пол Илс — Дракс Разрушитель, стражник Крий в 1 эпизоде, офицер корпуса Нова в 1-2,5 эпизодах, солдаты Кри в 5 эпизоде
- Адам Харрингтон — Грут, пришелец в баре
- Фэй Кингсли — Хела
- Крис Кокс — Джин-Ксар, учёный во 2 эпизоде
- Сумали Монтано — Мантис, ведущая новостей
- Джонни Бош — Бал’Динн
- Фрайда Вольф — Лилла
- Кортенай Тейлор — Мередит Квилл
- Эшли Бёрч — Небула
- Джереми Шэда — юный Квилл
- Анаис Лилит — Камария
- Джейк Грин — Рукс, пришелец в баре, солдат Нова в 1-2 эпизодах, офицер корпуса Нова во 2 эпизоде, беспилотник во 2-3 эпизодах, сокамерник в 5 эпизоде
- Джейк Харт — Танос
- Эрин Иветт — Вилли, пришелец в баре, солдат Нова в 1-2 эпизодах, Джерис
- Марк Барболак — Йонду Удонта, бармен, компьютер Крий, Мистер Пинкл
- Джон Омохундро — Кларенс (хулиган)
- Оливер Вакер — священник, продавец, стражник Крий в 1 эпизоде

Другие персонажи:
- Джейн Якобс
- Гэвин Хаммон (в титрах не указан)

## Эпизоды
Игра была разделена на пять эпизодов:
- Эпизод 1 — «Tangled Up in Blue» — дата выхода 18 апреля 2017.
- Эпизод 2 — «Under Pressure» — дата выхода 6 июня 2017.
- Эпизод 3 — «More than a Feeling» — дата выхода 22 августа 2017.
- Эпизод 4 — «Who Needs You» — дата выхода 10 октября 2017.
- Эпизод 5 — "Don’t Stop Believin' " — дата выхода 7 ноября 2017.

## Разработка
В декабре 2016 года на Game Awards было объявлено, что студия Telltale Games выступит разработчиком. Игра будет состоять из 5 эпизодов как это уже делалось разработчиком (в играх The Walking Dead: The Game, Batman: The Telltale Series и других играх студии). Первый эпизод вышел 18 апреля 2017. Продажа игры осуществляется через сервисы цифровой дистрибуции (Steam), PlayStation Store, Xbox Live).

## Отзывы
| Игра                          | GameRankings                 |
| ----------------------------- | ---------------------------- |
| Episode 1: Tangled Up in Blue | - PC: 70,73 % - PS4: 72,50 % |

## Примечание
- Marvel и Telltale Games анонсировали игру по вселенной Guardians of the Galaxy
- Завязка сюжета Guardians of the Galaxy: The Telltale Series утекла в сеть
- Первые снимки экрана и актёрский состав Guardians of the Galaxy: The Telltale Series
- Marvel’s Guardians of the Galaxy: The Telltale Series — Анонсирована дата выхода первого эпизода
- Marvel’s Guardians of the Galaxy: The Telltale Series — Релизный трейлер первого эпизода «Tangled Up in Blue»
- Telltale Games занята адвенчурой по мотивам «Стражей Галактики»